# Thecla olbia
Thecla olbia är en fjärilsart som beskrevs av William Chapman Hewitson 1867. Thecla olbia ingår i släktet Thecla och familjen juvelvingar. Inga underarter finns listade i Catalogue of Life.